# Liolaemus wiegmannii
Liolaemus wiegmannii — вид ігуаноподібних ящірок родини Liolaemidae. Мешкає в Південній Америці. Вид названий на честь німецького герпетолога Аренда Фрідріха Августа Вігмана.

## Поширення і екологія
Liolaemus wiegmannii поширені на півночі Аргентини і в прибережних районах на півдні Уругваю, а також були інтродуковавні на острів Вознесіння в Атлантичному океані. Вони живуть в різноманітних природних середовищах, переважно в піщаних і кам'янистих місцевостях та на піщаних дюнах, трапляються на поля. Є всеїдними, відкладають яйця.